# Stanisław Bartoszewicz

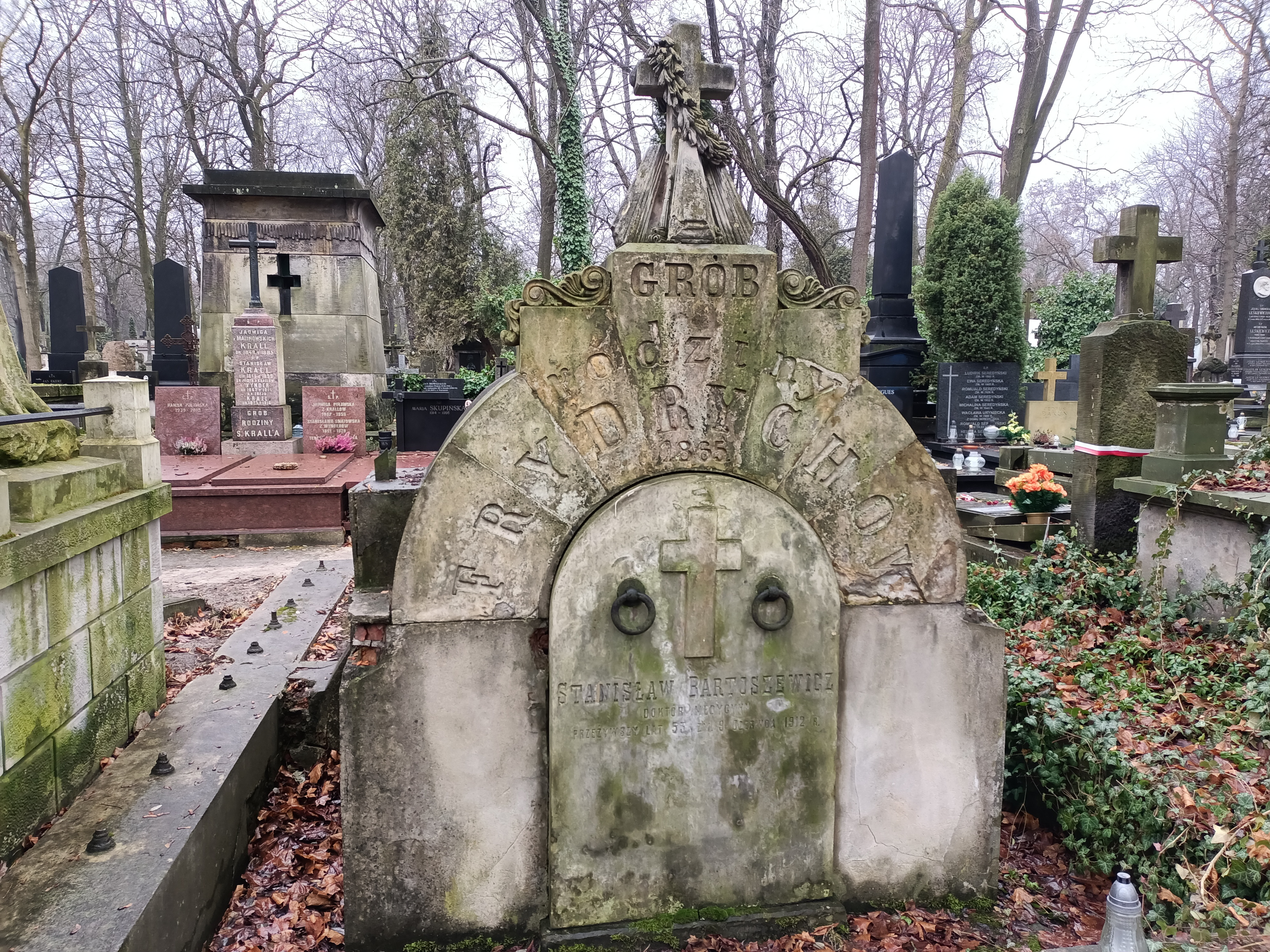
Grób Stanisława Bartoszewicza na Cmentarzu Powązkowskim

Stanisław Bartoszewicz (ur. 1859 w Warszawie, zm. 9 czerwca 1912 w Łodzi) – polski lekarz, bakteriolog, docent Uniwersytetu Charkowskiego.

## Życiorys
Ukończył warszawskie gimnazjum, następnie studiował na Uniwersytecie Przyrodniczym w Petersburgu, uzyskując stopień kandydata nauk przyrodniczych w 1870. Od 1871 studiował na Akademii Medycznej w Petersburgu, po której ukończeniu podjął pracę w szpitalu wojskowym w Tyfilisie, w charakterze pracownika laboratorium chemiczno-bakteriologicznego. W ramach swojej pracy opracowywał szczepienia przeciwko wściekliźnie. Z czasem został ordynatorem szpitala w Tyfilisie oraz sekretarzem Towarzystwa Lekarskiego w Tyfilisie i redaktorem rocznika towarzystwa. Latem 1889 wyjeżdżał na zagraniczne uczelnie celem studiowania bakteriologii, m.in. u prof. Ferdinanda Juliusa Cohna we Wrocławiu oraz u prof. A. Chantemesse'a i Ferdinanda Widala w Paryżu. Następnie został przeniesiony do Kijowa, gdzie zarządzał laboratorium bakteriologicznym przy szpitalu klinicznym. W 1891 obronił pracę doktorską i został ordynatorem szpitala klinicznego w Charkowie oraz asystentem katedry diagnostyki. Następnie został docentem na Uniwersytecie Charkowskim, gdzie wykładał bakteriologię w latach 1984–1897. Następnie przeniósł się do Warszawy zostając starszym ordynatorem szpitala chorób zakaźnych im. św. Stanisława. Z powodu choroby nerek podał się do dymisji w 1902 roku i zajął się działalnością pedagogiczną – wkładał chemię i higienę w szkołach handlowych. W 1907 zamieszkał w Łodzi, gdzie został kierownikiem miejskiego laboratorium chemiczno-bakteriologicznego i kamery dezynfekcyjnej.
Publikował prace naukowe w zakresie bakteriologii i higieny, w tym m.in.: 27 prac naukowych w języku rosyjskim, 5 w niemieckim i 9 w polskim.
Pochowany został na cmentarzu Powązkowskim w Warszawie (kwatera: 27; rząd: 1,2; miejsce: 19, 20, 21, 22).

## Publikacje
- К вопросу о количестве серной и серноэфирных кислот в моче, при поносах: материалы для изследования кишечнаго гниения (pol. O problemie ilości siarki i kwasu siarkowego w moczu podczas biegunki: materiały do badań gnicia jelit), Типография А. Мучника (Drukarnia A. Muchniki), 1891;
- Podręcznik chemii nieorganicznej z analityczną i organicznej, w zakresie szkół technicznych, przemysłowych i handlowych, nakładem F. Laskusa, 1902;
- Zarys patologji ogólnej, 1911.

### Tłumaczenia
- Ribot T., Dziedziczność psychologiczna, Skład główny księgarnia Gebethnera i Wolffa, 1885;
- Ribot T., Współczesna psychologja niemiecka, Wydawnictwo „Przeglądu Filozoficznego”, 1901;
- Petit G., Jak ochraniać dzieci od chorób, nakł. księgarni A. G. Dubowskiego, 1902;
- Koch A., Poradnik lekarski zawierający opis wszystkich chorób oraz sposobów ich uprzedzania i leczenia podług najnowszych metod: poprzedzony krótkim wykładem hygieny domowej i rodzinnej, 1903;
- Labonne, H.(inne języki), Jak uchronić się od chorób serca, 1902;
- Koch A., Poradnik lekarski, M. Arct, 1910.